# Trzebielsk
Trzebielsk (dodatkowa nazwa w j. kaszub. Trzebielsk) – część wsi Lipnica w Polsce, położona w województwie pomorskim, w powiecie bytowskim, w gminie Lipnica,  na Równinie Charzykowskiej w regionie Kaszub zwanym Gochami, nad północnym brzegiem jeziora Trzebielskim.  Wchodzi w skład sołectwa Lipnica.
W latach 1975–1998 Trzebielsk administracyjnie należał do województwa słupskiego.